# Jean-Pierre Gallais
Jean Pierre Gallais (født 18. januar 1756, død 26. oktober 1820) var en fransk journalist og historiker.
Gallais var under den store revolution og kejserdømmet en ivrig forfægter af royalistiske anskuelser. Efter Ludvig XVI's henrettelse udgav han en Appel à la postérité, der en tid bragte ham i fængsel. Efter restaurationen forfattede han de meget partiske tilbageblik: Histoire de la revolution du 18. fructidor et de Buonaparte (I—IV, 1814—15), Histoire de France depuis la mort de Louis XVI jusqu'en 1815 (I—V 1820—21) og flere.